# مافانو
مافانو هي مستوطنة بشرية في جزر المالديف.